# لاول (دهانه)
لاول یک دهانه برخوردی در ماه‌ است.

## دهانه‌های اقماری
این دهانه ۲ دهانه اقماری دارد.
| Lovell | عرض جغرافیایی | طول جغرافیایی | قطر          |
| ------ | ------------- | ------------- | ------------ |
| R      | ۳۷.۷° S       | ۱۴۴.۰° W      | ۲۴.۰ کیلومتر |
| F      | ۳۶.۷° S       | ۱۳۸.۲° W      | ۲۴.۰ کیلومتر |